# Stepove, Ciornobai
Stepove (în ucraineană Степове) este o comună în raionul Ciornobai, regiunea Cerkasî, Ucraina, formată numai din satul de reședință.

## Demografie
Componența lingvistică a comunei Stepove
     Ucraineană (99,24%)
     Alte limbi (0,25%)
Conform recensământului din 2001, majoritatea populației comunei Stepove era vorbitoare de ucraineană (99,24%), existând în minoritate și vorbitori de alte limbi.